# Mnohoobročnictví
Mnohoobročnictví byl nešvar rozšířený v církvi v období středověku (zejména pozdním), spočívající v držení více obročí jedním duchovním. Mnohoobročník měl příjem z více obročí (například z pěti), tj. byl například ustanoven jako duchovní správce ve více farnostech nebo kanovníkem či dignitářem více kapitul; protože často nemohl i vzhledem ke značným vzdálenostem plnit povinnosti s jednotlivými úřady spojené, nechal je za úplatu vykonávat jiného duchovního většinou chudého kněze tzv. střídníka. Proti mnohoobročnictví vystupoval například Jan Viklef nebo Jan Hus, o jeho zrušení bylo rozhodnuto na tridentském koncilu.

## Mnohoobročnictví v současnosti
Držení více kanonikátů současně je dnes výjimečné, ale ne neznámé. Několik novodobých kanovníků-mnohoobročníků drží dva kanonikáty v různých kapitulách arcidiecéze pražské, nejčastěji jde o současné členství v kapitule u Všech svatých a v kapitule vyšehradské.